# Отрадо-Тенгинский
Отрадо-Тенгинский — посёлок в Отрадненском районе Краснодарского края. Входит в состав Спокойненского сельского поселения.

## География
Посёлок расположен на левом берегу реки Большой Тегинь, в 3 км к северо-востоку от центра сельского поселения — станицы Спокойная и в 11 км к юго-западу от районного центра — станицы Отрадная. 

## Население
| 2002 | 2010 | 2021 |
| ---- | ---- | ---- |
| 361  | ↘342 | ↗375 |

## Улицы
- пер. Короткий,
- ул. Будённого.